# Trifolium bithynicum
Trifolium bithynicum är en ärtväxtart som beskrevs av Pierre Edmond Boissier. Trifolium bithynicum ingår i släktet klövrar, och familjen ärtväxter. Inga underarter finns listade i Catalogue of Life.